# Iochroma confertiflorum
Iochroma confertiflorum là loài thực vật có hoa trong họ Cà. Loài này được (Miers) Hunz. mô tả khoa học đầu tiên năm 1982.